# ديف كامبل (لاعب كرة قاعدة)
ديف كامبل (بالإنجليزية: Dave Campbell)‏ هو لاعب كرة قاعدة أمريكي، ولد في 3 سبتمبر 1951 في برنستون في الولايات المتحدة.

## وصلات خارجية
- ديف كامبل على موقع دوري كرة القاعدة الرئيسي (الإنجليزية)
- ديف كامبل على موقعبيزبول رفرنس.كوم (الدوري الرئيسي) (الإنجليزية)
- ديف كامبل على موقعبيزبول رفرنس.كوم (الدوري الثانوي) (الإنجليزية)